# 布比亚诺
布比亚诺（義大利語：Bubbiano），是意大利米兰省的一个市镇。总面积3平方公里，人口2189人，人口密度729.7人/平方公里（2009年）。国家统计（ISTAT）代码为015035。